# Bulbophyllum rheedei
Bulbophyllum rheedei là một loài phong lan thuộc chi Bulbophyllum.